# Richárd Bodó
Richárd Bodó (født 13. marts 1993) er en ungarsk håndboldspiller for SC Pick Szeged og det ungarske landshold.
Han repræsenterede Ungarn ved verdensmesterskabet i håndbold for mænd i 2019.